# Тор (геометрия)
Вижте пояснителната страница за други значения на Тор.
В геометрията тор се нарича ротационна повърхнина с форма на геврек, описана при завъртането на окръжност около ос, лежаща в нейната равнина. Сферата е частен случай на тор, получен при ос, преминаваща през центъра на окръжност.
Уравнението на тор може да бъде зададено чрез параметри в следния вид:
{\displaystyle \left\{{\begin{matrix}x(\phi ,\psi )=&(R+r\cos \phi )\cos \psi \\y(\phi ,\psi )=&(R+r\cos \phi )\sin \psi \\z(\phi ,\psi )=&r\sin \phi \\\end{matrix}}\right.\qquad \phi ,\psi \in [0,2\pi )}
Тук R е разстоянието от центъра на окръжността до оста на въртене, r – радиусът на окръжността.
Непараметричното уравнение със същите координати и същите радиуси е на четвърта степен:
{\displaystyle \left({\sqrt {x^{2}+y^{2}}}-r\right)^{2}+z^{2}=R^{2}.}
В топологията торът се определя като произведение на две окръжности S¹ × S¹.

## Обем на тор
Обемът на тор се дава по формулата:
{\displaystyle \ V=2\pi ^{2}Rr^{2},}
където V е обемът на тялото, R е радиусът на развъртане на центъра на образувателната окръжност, r е радиусът на самата образувателна окръжност и {\displaystyle \pi } е математическа константа, равна на отношението на дължината на дадена окръжност към нейния диаметър.

## Доказателство
Има няколко доказателства на тази формула, едно от които е изложено тук.
Ако разсечем тора през някое от надлъжните му сечения (показано с лилаво) на разстояние z от средното надлъжно сечение, ще получим сложна геометрична фигура, чието лице е разлика от две концентрични окръжности, а именно:
{\displaystyle \ S=S_{1}-S_{2},}
където {\displaystyle S_{1}} се намира по формулата:
{\displaystyle \ S_{1}=\pi (R+a)^{2},}
а {\displaystyle S_{2}}:
{\displaystyle \ S_{2}=\pi (R-a)^{2}}
След прилагане на Питагоровата теорема относно а, r и z, за a се получава:
{\displaystyle \ a={\sqrt {r^{2}-z^{2}}}}
Когато заместим a с неговото равно във формулите за {\displaystyle S_{1}} и {\displaystyle S_{2}}, получаваме:
{\displaystyle \ S_{1}=\pi (R+{\sqrt {r^{2}-z^{2}}})^{2}}

{\displaystyle \ S_{2}=\pi (R-{\sqrt {r^{2}-z^{2}}})^{2}}
След това заместваме {\displaystyle S_{1}} и {\displaystyle S_{2}} във формулата за {\displaystyle S}:
{\displaystyle \ S=\pi (R+{\sqrt {r^{2}-z^{2}}})^{2}-\pi (R-{\sqrt {r^{2}-z^{2}}})^{2}}
Това е общият вид на лицето на това надлъжно сечение във функция на радиусите на тора (R и r) и височината, на която е „отрязано“ (z) това напречно сечение. Правим известни преобразувания на израза с цел опростяването му, като изнасяме {\displaystyle \pi } пред скобите:
{\displaystyle \ S=\pi [(R+{\sqrt {r^{2}-z^{2}}})^{2}-(R-{\sqrt {r^{2}-z^{2}}})^{2}]}
Разкриваме квадратите по формулата за съкратено умножение:
{\displaystyle \ S=\pi (R^{2}+2R{\sqrt {r^{2}-z^{2}}}+r^{2}-z^{2}-R^{2}+2R{\sqrt {r^{2}-z^{2}}}-r^{2}+z^{2})}
Премахваме членовете от израза, които са равни по стойност, но обратни по знак:
{\displaystyle \ S=\pi (2R{\sqrt {r^{2}-z^{2}}}+2R{\sqrt {r^{2}-z^{2}}})}
При сумирането на изразите в скобите получаваме по-опростена функция на площта на надлъжното сечене:
{\displaystyle \ S=4\pi R{\sqrt {r^{2}-z^{2}}}}
Ако сумираме обемите на всички надлъжни сечения ще получим обема на фигурата, чиито сечения сумираме. Тъй като обем на надлъжно сечение е елементарен обем, тоест клони към 0, а сеченията са безброй много, няма да можем да извършим тази операция със стандартно сумиране чрез сборуване. При пресмятания от този тип се използва интегралът, като сумиращ инструмент на безброй много, безкрайно малки величини. Имайки предвид, че работим по идеален тор, който няма отклонения от формата и размерите (такова тяло не съществува нито в природата, нито в техниката) приемаме, че радиусите на тора са постоянни величини, тоест площта на надлъжното сечение е функция само от височината на „отрязване“ {\displaystyle z}. В правоъгълна координатна система {\displaystyle z} изменя стойностите си от {\displaystyle -r} до {\displaystyle r}, следователно при интегриране на функцията на площта на надлъжното сечение по {\displaystyle z}, чрез определен интеграл с граници от {\displaystyle -r} до {\displaystyle r}, ще получим функцията на обема на тора:
{\displaystyle \ V=\int \limits _{-r}^{r}S(z)\,dz}
Заместваме {\displaystyle S} с неговото равно в интеграла:
{\displaystyle \ V=\int \limits _{-r}^{r}4\pi R{\sqrt {r^{2}-z^{2}}}\,dz}
Интегрирането позволява константите да излязат пред знака на интеграла:
{\displaystyle \ V=4\pi R\int \limits _{-r}^{r}{\sqrt {r^{2}-z^{2}}}\,dz}
Решението на интеграла от горния израз ще даде пълният вид на формулата за обем на тор:
{\displaystyle \ \int \limits _{-r}^{r}{\sqrt {r^{2}-z^{2}}}\,dz}
Ако положим подинтегралната функция u(z) = √r² − z², а функцията под знака на диференциала {\displaystyle v(z)=z}, то тогава du ще се намери чрез производната на {\displaystyle u}:
{\displaystyle \ {du \over dz}={d{\sqrt {r^{2}-z^{2}}} \over dz}}
Умножаваме числителя и знаменателя на дробта с {\displaystyle {d(r^{2}-z^{2})}}:
{\displaystyle {d{\sqrt {r^{2}-z^{2}}} \over dz}{d(r^{2}-z^{2}) \over d(r^{2}-z^{2})}}
След това разместваме знаменателите, с цел да заместим сложната производна с произведение на две прости:
{\displaystyle {d{\sqrt {r^{2}-z^{2}}} \over d(r^{2}-z^{2})}{d(r^{2}-z^{2}) \over dz}}
Чрез непосредствено таблично диференциране и следващо умножение на производните получаваме крайния вид на {\displaystyle du/dz}:
{\displaystyle \ {du \over dz}={1 \over 2(r^{2}-z^{2})}({dr^{2} \over dz^{2}}-{dz^{2} \over dz})={1 \over 2(r^{2}-z^{2})}(0-2z)={-2z \over 2(r^{2}-z^{2})}=-{z \over (r^{2}-z^{2})}}
Оттук можем да намерим {\displaystyle du}:
{\displaystyle \ du=-{z \over r^{2}-z^{2}}dz}
Вече знаейки колко е v, u и du, можем да започнем решаването на интеграла чрез интегриране по части:
{\displaystyle \ \int \limits _{-r}^{r}{\sqrt {r^{2}-z^{2}}}\,dz=z{\sqrt {r^{2}-z^{2}}}{\bigg |}_{-r}^{r}-\int \limits _{-r}^{r}-{z^{2} \over {\sqrt {r^{2}-z^{2}}}}dz}
Добавяме и изваждаме от числителя на подинтегралната функция {\displaystyle {r^{2}}}:
{\displaystyle \ \int \limits _{-r}^{r}{\sqrt {r^{2}-z^{2}}}\,dz=z{\sqrt {r^{2}-z^{2}}}{\bigg |}_{-r}^{r}-\int \limits _{-r}^{r}{-z^{2}-r^{2}+r^{2} \over {\sqrt {r^{2}-z^{2}}}}dz}
Разделяме почленно интеграла на два по-прости интеграла:
{\displaystyle \ \int \limits _{-r}^{r}{\sqrt {r^{2}-z^{2}}}\,dz=z{\sqrt {r^{2}-z^{2}}}{\bigg |}_{-r}^{r}-\int \limits _{-r}^{r}{r^{2}-z^{2} \over {\sqrt {r^{2}-z^{2}}}}dz+\int \limits _{-r}^{r}{r^{2} \over {\sqrt {r^{2}-z^{2}}}}dz}
В първия от тях съкращаваме числителя на знаменателя, а знаменателя на себе си. При втория изнасяме {\displaystyle {r^{2}}} от числителя на подинтегралната функция извън интеграла:
{\displaystyle \ \int \limits _{-r}^{r}{\sqrt {r^{2}-z^{2}}}\,dz=z{\sqrt {r^{2}-z^{2}}}{\bigg |}_{-r}^{r}-\int \limits _{-r}^{r}{\sqrt {r^{2}-z^{2}}}dz+r^{2}\int \limits _{-r}^{r}{1 \over {\sqrt {r^{2}-z^{2}}}}dz}
Очевидно първият интеграл от дясната страна на уравнението е равен по големина и обратен по знак на интеграла в лявата страна на уравнението, за това може да бъде преместен при него. Във втория интеграл изнасяме пред скоби в корена на числителя на подинтегрална функция {\displaystyle {r^{2}}}:
{\displaystyle \ \int \limits _{-r}^{r}{\sqrt {r^{2}-z^{2}}}\,dz+\int \limits _{-r}^{r}{\sqrt {r^{2}-z^{2}}}\,dz=z{\sqrt {r^{2}-z^{2}}}{\bigg |}_{-r}^{r}+r^{2}\int \limits _{-r}^{r}{1 \over {\sqrt {r^{2}(1-{z^{2} \over r^{2}})}}}dz}
Сумираме интегралите вляво, а в знаменателя на подинтегрална функция на интеграла вдясно изнасяме {\displaystyle {r^{2}}} извън корена, при което изнесеният r отива под знака на диференциала:
{\displaystyle \ 2\int \limits _{-r}^{r}{\sqrt {r^{2}-z^{2}}}\,dz=z{\sqrt {r^{2}-z^{2}}}{\bigg |}_{-r}^{r}+r^{2}\int \limits _{-r}^{r}{1 \over {\sqrt {(1-({z \over r})^{2})}}}d({z \over r})}
Тъй като интегралът вдясно е табличен може да се замести със съответната функция, която го решава, след което делим цялото уравнение на 2, за да получим крайната примитивна функция:
{\displaystyle \ \int \limits _{-r}^{r}{\sqrt {r^{2}-z^{2}}}\,dz={z{\sqrt {r^{2}-z^{2}}}+r^{2}\arcsin({z \over r}) \over 2}{\bigg |}_{-r}^{r}}
Заместваме z с неговата горна и долна граница в получената функция, като от горната граница вадим долната по закона за пресмятане на определен интеграл:
{\displaystyle \ \int \limits _{-r}^{r}{\sqrt {r^{2}-z^{2}}}\,dz={r{\sqrt {r^{2}-r^{2}}}+r^{2}\arcsin({r \over r}) \over 2}-{-r{\sqrt {r^{2}-(-r)^{2}}}+r^{2}\arcsin({(-r) \over r}) \over 2}}
Привеждаме дробите под общ знаменател и извършваме пресмятания в числителя:
{\displaystyle \ \int \limits _{-r}^{r}{\sqrt {r^{2}-z^{2}}}\,dz={r^{2}\arcsin({1})-r^{2}\arcsin({-1}) \over 2}}
Изнасяме {\displaystyle {r^{2}}} пред дробта и пресмятаме аркуссинусите:
{\displaystyle \ \int \limits _{-r}^{r}{\sqrt {r^{2}-z^{2}}}\,dz={r^{2} \over 2}({\pi  \over 2}-(-{\pi  \over 2}))}
След пресмятане на израза в скобите, за крайния вид на интеграла получаваме:
{\displaystyle \ \int \limits _{-r}^{r}{\sqrt {r^{2}-z^{2}}}\,dz={r^{2}\pi  \over 2}}
Заместваме го в непълния вид на функцията на обема, дадена по-горе:
{\displaystyle \ V=4\pi R\int \limits _{-r}^{r}{\sqrt {r^{2}-z^{2}}}\,dz\to V=4\pi R{r^{2}\pi  \over 2}}
Окончателно за обема получаваме:
{\displaystyle \ V=2\pi ^{2}Rr^{2},}
с което формулата за обем е доказана.